# Каменев, Александр Львович
Александр Львович Каменев (Розенфельд) (1906, Санкт-Петербург — 10 мая 1937, Ленинград) — военный лётчик, сын Л. Б. Каменева.

## Биография
Окончил Военную академию имени Н. Е. Жуковского. В 1931—1933 гг. — заместитель начальника лётно-испытательного сектора 4-го отдела Остехбюро.
5 марта 1935 года был арестован, содержался в Бутырской тюрьме, приговорён к трём годам ссылки и выслан в Алма-Ату.
В Алма-Ате работал заместителем начальника по технической части автобазы Казахской конторы Заготзерно.
Затем был арестован во второй раз — 17 августа 1936 г. 9 мая 1937 выездной сессией Военной коллегии Верховного суда СССР в Ленинграде по статье 58, чч. 7, 8, 9, 11 УК РСФСР приговорён к расстрелу; расстрелян в г. Ленинграде 10 мая 1937 г.

Официальная версия обвинения гласила: 

В нашей стране находкой для иностранных разведок явились заклятые враги народа, изменники и предатели родины, — троцкисты, зиновьевцы и правые. Прошедшие судебные процессы показали, до каких геркулесовых столпов предательства и измены дошли эти гнусные выродки.

В одной из технических лабораторий, изготовляющих приборы оборонного значения, работал сын расстрелянного Каменева — Александр Каменев. По прямым заданиям отца, заклятого врага советского народа, его сын создал диверсионно-вредительскую группу, которая тормозила производство нужных для Красной армии приборов и подготавливала взрыв лаборатории.

Реабилитирован за отсутствием состава преступления в 1988 году.

## Семья
Жена (с 1930 г.) — Галина Сергеевна Кравченко (1905—1996), актриса театра и кино, Заслуженная артистка РСФСР (1980).
- Сын — Виталий (1931 — 3.8.1966)[10][11].
  - Внучка — Абрамова Елена Витальевна, живёт с детьми в Нью-Йорке[14]